# Mount Tripp
Mount Tripp ist ein 2980 m hoher, massiger, kegelförmiger und eisbedeckter Berg in der antarktischen Ross Dependency. In der Holland Range ragt er etwa 11 km westnordwestlich des Rhodes Peak zwischen dem Hoffman- und dem Hewitt-Gletscher auf. 
Teilnehmer der Nimrod-Expedition (1907–1909) unter der Leitung des britischen Polarforschers Ernest Shackleton entdeckten ihn. Benannt ist der Berg nach dem Neuseeländer Leonard Owen Howard Tripp (1862–1957), der der Expedition hilfreich zur Seite stand.